# Hottonia
Hottonia is een geslacht van twee soorten overblijvende kruiden uit de sleutelbloemfamilie (Primulaceae). Het zijn de enige waterplanten uit deze familie. Ze komen voor in zoet water in Eurazië en Noord-Amerika.
De waterviolier (Hottonia palustris) komt ook voor in België en Nederland.

## Naamgeving en etymologie
De botanische naam Hottonia is een eerbetoon van Nederlands botanicus Herman Boerhaave aan zijn collega Peter Hotton.

## Kenmerken
Hottonia-soorten zijn overblijvende, kruidachtige zoetwaterplanten. De onderwaterbladeren zijn onbehaard, verspreid of in kransen geplaatst en kamvormig veerdelig met lijnvormige bladlobjes.
De bloemen staan in opeenvolgende kransen tot een ijle tros verenigd, op een lange, rechtopstaande en boven het water uitstekende bloeistengel. De bloeistengel is bovenaan klierachtig behaard. De bloemen zijn tweeslachtig, met vijf witte, roze of bleeklila kroonblaadjes met een gele keel. De kroonblaadjes zijn onderaan tot een buis gefuseerd, bovenaan losstaand en ingekerfd. De kroon kan langer of korter zijn dan de kelk.
De meeldraden zijn ingeplant op de voet van de kroonblaadjes.
De vrucht is een doosvrucht die opent aan de zijkant, ze bevat slechts enkele zaden met een netvormig reliëf.

## Habitat en verspreidingsgebied
Hottonia komt voor in Eurazië en Noord-Amerika. Beide soorten zijn zoetwaterplanten.

## Taxonomie
Het geslacht telt twee soorten. De typesoort is Hottonia palustris.
- Hottonia inflata Elliott
- Hottonia palustris L. 1753 (Waterviolier)

Hottonia inflata · 
Hottonia palustris (Waterviolier)
... · 
Anagallis (Guichelheil) · 
Androsace (Mansschild) · 
Ardisia · 
Centunculus · 
Coris · 
Cortusa · 
Cyclamen (Cyclaam) · 
Dionysia · 
Glaux · 
Hottonia · 
Lysimachia (Wederik) · 
Myrsine · 
Primula (Sleutelbloem) · 
Samolus · 
Soldanella (Kwastjesbloem) · 
Trientalis · 
Vitalania · 
...